# 原町 (春日市)
原町（はらまち）は、福岡県春日市にある地名。原町一丁目から三丁目までが設置されている。郵便番号は816-0804。2024年（令和6年）1月末日現在の人口は1,253人。

## 概要
春日市の東部に位置し、北側は光町・千歳町・春日原北町、東側は春日原南町・春日公園、南側は春日、西側は若葉台東と接する。
米軍基地の跡地で、三丁目は航空自衛隊西部航空方面隊の春日基地と福岡県営春日公園となっている。

## 歴史
1889年（明治22年）の町村制施行により那珂郡春日村が成立。1896年（明治29年）4月1日の郡制施行により那珂郡は席田郡・御笠郡とともに筑紫郡となったため筑紫郡春日村となる。1953年（昭和28年）1月1日に春日村は町制施行し春日町となる。1972年（昭和47年）4月1日に春日町は市制施行し春日市となる。

### 町域の変遷
| 町名町界整理実施後   | 実施年月日         | 町名町界整理実施前     |
| -------------------- | ------------------ | ---------------------- |
| 原町一丁目から三丁目 | 1957年（昭和32年） | 大字小倉・春日の各一部 |

## 施設
- 春日市役所
- クローバープラザ
- 春日警察署
- 福岡県営春日公園
- 航空自衛隊春日基地

## 交通

### 道路
- 福岡県道31号福岡筑紫野線

### 鉄道
- JR鹿児島本線春日駅

### バス
- 西鉄バス
- 春日市コミュニティバス「やよい」